# Nagata-Reaktion
Die Nagata-Reaktion ist eine Namensreaktion in der Organischen Chemie, welche 1962 von Wataru Nagata beschrieben und nach ihm benannt wurde. Es handelt sich bei der Reaktion um eine Hydrocyanierung von α,β-ungesättigten Carbonylverbindungen.

## Übersichtsreaktion
Eine wesentliche Komponente der Nagata-Reaktion ist das sogenannte Nagata-Reagenz Diethylaluminiumcyanid, welches durch die Zusammengabe von Triethylaluminium mit Cyanwasserstoff synthetisiert werden kann. Mithilfe dieses Reagenzes kann die Addition einer Nitrilgruppe an die α,β-ungesättigte Carbonylverbindung (R1 und R2 = H, Alkyl- oder Arylgruppe) nach Zugabe einer Säure in einem inerten Lösungsmittel erfolgen. Geeignete Lösungsmittel sind z. B. Ether, THF und Benzol.

## Reaktionsmechanismus
Im ersten Schritt findet ein Angriff der α,β-ungesättigte Carbonylverbindung 1 an Diethylaluminiumcyanid 2 statt. Durch Elektronenverschiebung wird dabei eine Bindung vom Sauerstoff zum Aluminium geknüpft und die Position der Nitrilgruppe geändert, wie in Verbindung 3 ersichtlich. Unter Protonierung der Doppelbindung und Abspaltung des Diethylaluminium-Ions bildet sich die Verbindung 4.

## Anwendung
Die Nagata-Reaktion wird genutzt, um Nitrilgruppen in organische Verbindungen einzuführen, was z. B. für die Synthese von Naturstoffen nützlich ist. Beispielsweise können aus den mithilfe des Nagata-Reagenzes hergestellten Verbindungen durch nachfolgende Hydrolyse β-Amino-α-hydroxycarbonsäuren synthetisiert werden, die wiederum als Startmaterial in der Herstellung von β-Lactam-Antibiotika dienen.